# From Elvis in Memphis
From Elvis in Memphis - альбом американського співака  Елвіса Преслі; вважається однією з його найкращих робіт. Альбом зайняв 13-е місце в американському хіт-параді. У 2003 у альбом був поміщений журналом Rolling Stone на 190-е місце в списку «500 найкращих альбомів усіх часів».

## Огляд
Альбом складається з записів, зроблених під час сесій у мемфисскій студії American Sound у січні-лютому 1969; до цього Преслі записувався виключно на студіях RCA Records і Голлівуд. Моман привніс соулове забарвлення і повністю осучаснив саунд Преслі, до того часу записував один за іншим альбоми з посередніми звуковими доріжками. Саме телешоу на NBC (див. «Елвіс(телеконцертів)») у попередньому році повернуло Преслі впевненість в пошуку нового музичного формату. І хоча музичної революції цього разу нові записи не зробили, критики часто прирівнюють їх по свіжості звучання до платівок на Sun Records. Висока якість матеріалу підтвердилося успіхом як альбому, так і синглу « In the Ghetto » (3-є місце). З тих же сесій на American Sound були відібрані пісні для наступного альбому Преслі - Back in Memphis (1969).